# Elisa Senß
Elisa Senß, född den 1 oktober 1997 i Oldenburg, är en tysk fotbollsspelare.

## Karriär
Elisa Senß inledde sin seniorkarriär i SV Meppen år 2014. Hon har även spelat för SGS Essen och Bayer Leverkusen innan hon 2024 kontrakterades av Eintracht Frankfurt. Hon har även representerat det tyska damlandslaget där hon debuterade år 2021. Hon ingick i det tyska lag som vid olympiska sommarspelen 2024 i Paris tog brons efter att ha vunnit bronsmatchen mot Spanien.